# Girirejo (Tirtomoyo)
Girirejo is een bestuurslaag in het regentschap Wonogiri van de provincie Midden-Java, Indonesië. Girirejo telt 2447 inwoners (volkstelling 2010).